# Milka Trnina
Milka Trnina (ur. 19 grudnia 1863 we wsi Vezišće, zm. 18 maja 1941 w Zagrzebiu) – chorwacka śpiewaczka operowa, sopran.

## Życiorys
Była córką młynarza Tone Trniny i Franjicy. Po śmierci ojca rodzina wysłała ją do Zagrzebia do klasztoru Sióstr Miłosierdzia. Stamtąd została zabrana przez wuja Janko Jurkovicia, pisarza i dziennikarza. Ten dostrzegł u swojej siostrzenicy talent wokalny i wysłał na lekcje śpiewu do Idy Wimberger Brkić.
Milka Trnina kształciła się w konserwatorium wiedeńskim, pod kierunkiem Josepha Gänsbachera. Studia wokalne ukończyła z wyróżnieniem w 1883. Na scenie operowej zadebiutowała jeszcze jako studentka śpiewając arię Amelii w operze Verdiego Bal maskowy. Po studiach występowała w Lipsku, a następnie w latach 1884-1885 w Grazu.
Urzeczony głosem Trniny węgierski dyrygent Anton Seidl polecił ją znanej śpiewaczce Katharinie Klafsky, dzięki której trafiła do opery w Bremie. Występowała tam w operze Pierścień Nibelunga Richarda Wagnera. W 1890 została zaangażowana przez Operę Królewską w Monachium, gdzie zasłynęła z ról w repertuarze wagnerowskim.
Amerykański debiut Trniny miał miejsce w Bostonie w 1896. Zaśpiewała wtedy arię Brunhildy w Walkirii. Widownia amerykańska mogła ją usłyszeć ponownie 27 stycznia 1900, kiedy pojawiła się na scenie nowojorskiej Metropolitan Opera, śpiewając arię Elisabeth w operze Tannhäuser. Rok później zaśpiewała w amerykańskiej premierze Toski Giacomo Pucciniego.
W latach 1898–1906 występowała w londyńskiej Covent Garden – zadebiutowała tam rolą Izoldy w operze Wagnera Tristan i Izolda. Karierę śpiewaczki przerwał paraliż twarzy, którego doznała w 1906. Leczenie nie przyniosło efektów i śpiewaczka zrezygnowała z występów poświęcając się pracy dydaktycznej. Przez rok uczyła w Instytucie Sztuki Muzycznej w Nowym Jorku, a następnie wróciła do Zagrzebia. Nie nagrywała płyt w czasie swojej kariery, ale jej głos został zarejestrowany w początkach XX wieku i wydany przez Symposium Records (nr. katalogowy 1284).

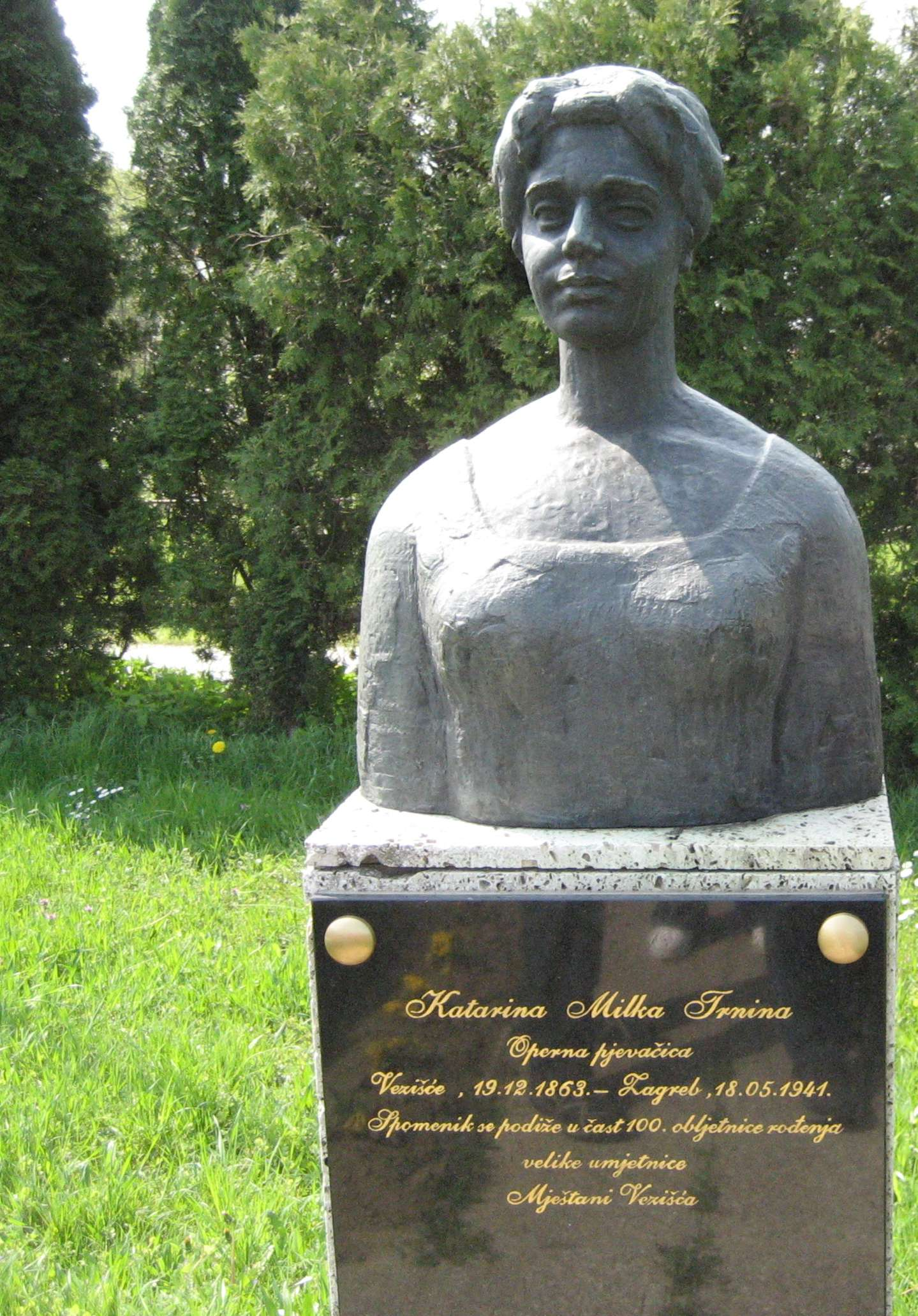
Pomnik Milki Trniny w miejscowości Vezišće

W 2013 otwarto ekspozycję w Muzeum Zagrzebia poświęconą śpiewaczce. Jej imię nosi amatorski zespół wokalny działający w mieście Ivanić Grad.